# دير مار يوحنا المعمدان (القدس)
دير مار يوحنا المعمدان دير أثري للروم الأرثوذكس يعود تاريخه إلى العهد البيزنطي في فلسطين. يقع داخل أسوار البلدة القديمة لمدينة القدس، بين سويقة علوان والطريق الذي يوصل لحارة النصارى. يقع في هذا الدير كنيستان إحداهما تحت الأرض يرجع تاريخها إلى عام 450، والأخرى فوق الأرض وهي أحدث عهداَ وقد شيدت عام 1048، خلال العصر الفاطمي.